# Ammopolia olivinotransversa
Ammopolia olivinotransversa är en fjärilsart som beskrevs av Bytinsky-salz 1937. Ammopolia olivinotransversa ingår i släktet Ammopolia och familjen nattflyn. Inga underarter finns listade i Catalogue of Life.